# Spitak
Spitak (orm. Սպիտակ) — miasto w południowo-zachodniej części prowincji Lori w Armenii, nad rzeką Pambak, 97 km od Erywania. Miasto zostało niemal całkowicie zniszczone przez trzęsienia ziemi w 1988 roku, ale zostało odbudowane.

## Etymologia
Miasto nosi nazwę Spitak, ponieważ w tym regionie występuje wiele białych skał wapiennych. „Spitak” z języka armeńskiego tłumaczy się jako „biały”. Stara nazwa "Siptak" ma to samo znaczenie i jest lokalną formą dialektyczną słowa "spitak" (biały). Od 1937 roku do 1949 roku miasto nosiło nazwę „Hamamlu” lub „Hamamli”, co prawdopodobnie wywodzi się od perskiego słowa „hamam” (łaźnia).

## Historia
Obszar współczesnego Spitaku prawdopodobnie był zasiedlony od IV tysiąclecia p.n.e., na podstawie starożytnych osad znalezionych na okolicznych wzgórzach. Wiele znalezisk odkrytych na wzgórzu Sardar datuje się na epokę brązu. Później region został włączony do królestwa Urartu w VII wieku p.n.e.. Między IV a II wiekiem p.n.e. region należał do Erawandzkiej Armenii, a następnie w 189 roku p.n.e. rozpoczęli rządzić Artaksydzi. Obszar został włączony do gawaru Tashir historycznej prowincji Gugark Wielkiej Armenii.
W IX wieku terytorium Tashiru weszło w skład nowo powstałego królestwa Bagratydów. Po utworzeniu królestwa Tashir-Dzoraget w 979 roku pod protektoratem Bagratydów, region stał się częścią królestwa Kurikianów aż do jego rozwiązania w 1118 roku.
Po krótkim panowaniu Bizancjum nad Armenią między 1045 a 1064 rokiem, najeżdżający Seldżukowie rządzili całym regionem, w tym Tashirem. Jednak po utworzeniu Księstwa Zakarydów Armenii pod protektoratem Gruzji w 1201 roku wschodnioarmieńskie terytoria, w tym Gugark, znacznie się powiększyły. Po zdobyciu Ani przez Mongołów w 1236 roku, Tashir stał się częścią Ilchanatu jako mongolski protektorat, a Zakarydowie stali się wasalami Mongołów. Po upadku Ilchanatu w połowie XIV wieku książęta Zakarydów rządzili Tashirem do 1360 roku, kiedy to zostali pokonani przez najeżdżające plemiona tureckie.
Pierwszymi mieszkańcami wsi Spitak byli armeńscy osadnicy z perskiego miasta Choi (historyczna armeńska prowincja Parska-Hajka) oraz miejscowi Loryjczycy.
W 1828 roku Chanat Erywań, w tym Spitak, został przyłączony do Imperium Rosyjskiego. Region oficjalnie stał się częścią Imperium Rosyjskiego na mocy traktatu turkmeńskiego, podpisanego 10 lutego 1828 roku między Rosją a Persją. Spitak wszedł w skład powiatu Aleksandropol w ramach guberni Erywańskiej Imperium Rosyjskiego.
W listopadzie 1918 roku Spitak został włączony do nowo powstałej Republiki Armenii. Po sowieckiej okupacji Armenii w grudniu 1920 roku, Spitak został ostatecznie włączony do Radzieckiej Armenii 11 lutego 1921 roku.
W 1937 roku utworzono rejon Spitak. Fabryka produktów mlecznych z 1937 roku była pierwszym przemysłowym przedsiębiorstwem otwartym w Spitaku w czasach radzieckich, po czym w 1947 roku powstała cukrownia. W 1960 roku Spitak uzyskał status miasta. W 1971 roku stał się miastem podległym republice.
W 1980 roku zatwierdzono nowy plan urbanistyczny, a w 1983 roku otwarto kompleks sportowy w mieście.

### Trzęsienie ziemi w 1988 roku

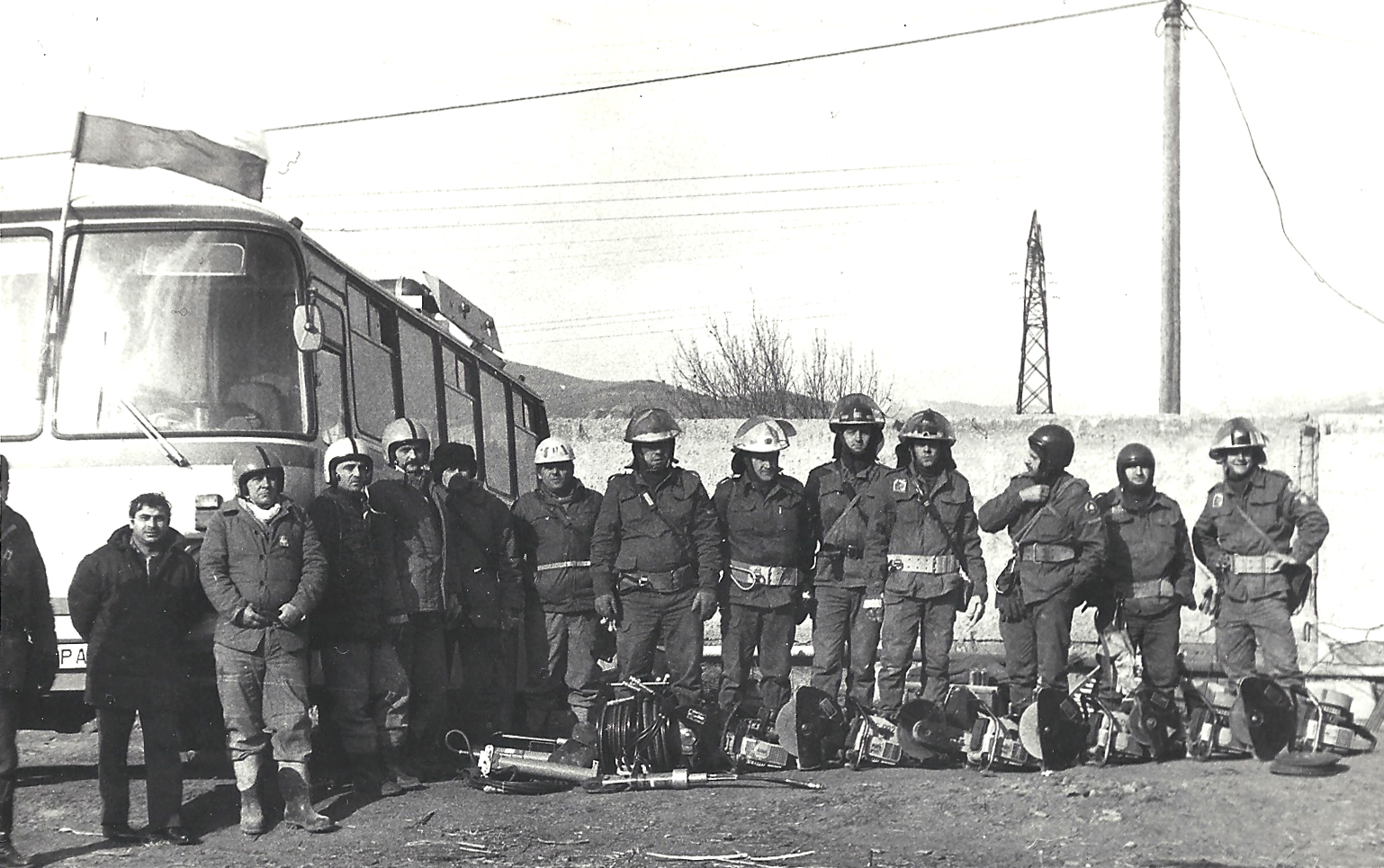
Polscy ratownicy, którzy brali udział w akcji ratunkowej po trzęsieniu ziemi w Spitaku w 1988 roku.

7 grudnia 1988 roku podczas trzęsienia ziemi o magnitude 6,8–7,2 jedna trzecia Spitaku została całkowicie zniszczona, a według oficjalnych danych radzieckich zginęło 15 tysięcy mieszkańców miasta. Władze radzieckie pozwoliły jedynie 30 krajom na pomoc Armenii po tragedii, w tym Polsce.
Po rozpadzie ZSRR Spitak został stopniowo odbudowany dzięki wysiłkom rządu oraz armeńskiej diaspory przy wsparciu wielu krajów, w tym Uzbekistan, Szwajcaria, Rosja, Austria, Finlandia, Norwegia, Włochy, Niemcy, Czechy, Estonia i Wielka Brytania.